# Aubrey Joseph
Aubrey Omari Joseph (* 26. listopadu 1997, Brooklyn, New York, Spojené státy americké) je americký rapper a herec, který se proslavil rolí Tyrone Johnsona v seriálu stanice Freeform Cloak & Dagger.

## Kariéra
Aubrey svoji kariéru zahájil v roli Simby v Broadwayské produkci Lvího krále.  V lednu 2017 byl obsazen do hlavní role Tyrone Johnsona v seriálu Marvel's Cloak & Dagger.

## Filmografie
| Rok  | Název             | Role                | Poznámky    |
| ---- | ----------------- | ------------------- | ----------- |
| 2013 | Blednutí Gigolo   | Cefus               |             |
| 2015 | Spustit celou noc | Curtis 'Legs' Banks |             |
| 2017 | Quaker Sound      | Elias               | Krátký film |
| 2018 | Vysoký most       | Abel                | Krátký film |

| Rok        | Název                                     | Role                   | Poznámky                  |
| ---------- | ----------------------------------------- | ---------------------- | ------------------------- |
| 2014       | Death Pact                                | Martin                 |                           |
| 2014       | Zákon a pořádek: Útvar pro zvláštní oběti | Yusuf Barré            | díl: „Amaro's One-Eighty“ |
| 2016       | Jedna noc                                 | Dwight Gooden Stone    | vedlejší role, 3 díly     |
| 2018–dosud | Cloak & Dagger                            | Tyrone Johnson / Plášť | hlavní role               |

## Ocenění a nominace
| Rok  | Ocenění            | Kategorie                       | Práce          | Výsledek                   | Ref.     |       |
| ---- | ------------------ | ------------------------------- | -------------- | -------------------------- | -------- | ----- |
| 2018 | Teen Choice Awards | nejlepší letní televizní hvězda | Cloak & Dagger | style="text-align:center;" | nominace | [ 3 ] |